# سوريا سانتوس
سوريا سانتوس (من مواليد 4 ديسمبر 1958) هي سياسية برازيلية بالإضافة إلى كونها محامية. أمضت حياتها السياسية كممثلة لريو دي جانيرو، بعد أن عملت كممثلة للدولة منذ عام 2015.

## الحياة الشخصية
ولد سانتوس لألان جويرا دي ألينسار وكلايد ماريا جويرا دي ألينكار. قبل أن تصبح سياسية عملت سانتوس كمحامية. سانتوس متزوجة من السياسي ألكسندر سانتوس.

## الحياة السياسية
صوتت سانتوس لصالح اقتراح إقالة الرئيسة آنذاك ديلما روسيف. صوّتت سانتوس ضد تحقيق فساد مماثل مع ميشيل تامر خليفة روسيف. صوتت لصالح إصلاحات العمل البرازيلية لعام 2017.